# Connemara
Pour les articles homonymes, voir Connemara (homonymie).
Le Connemara (en irlandais : Conamara /ˈkʊnˠəmˠəɾˠə/) est une région située dans l’ouest de l'Irlande dans le comté de Galway, dans l'ouest de la province de Connacht. La « capitale » du Connemara est Clifden, ville de 3 000 habitants.
Ses ressources principales sont l'élevage de moutons (essentiellement des Scottish Blackface), l'exploitation de la tourbe et le tourisme.

## Toponymie
Le nom de Connemara provient de l'irlandais Conmaicne Mara, qui signifie littéralement « descendants de Con Mhac de la mer ». Les Conmaicne Mara sont en effet une branche d’une ancienne tribu irlandaise issue de Connacht et localisée sur la côte atlantique. Con Mhac, « fils du chien », d'après la mythologie irlandaise, est le fils d'une reine de Connacht.

## Géographie

### Localisation

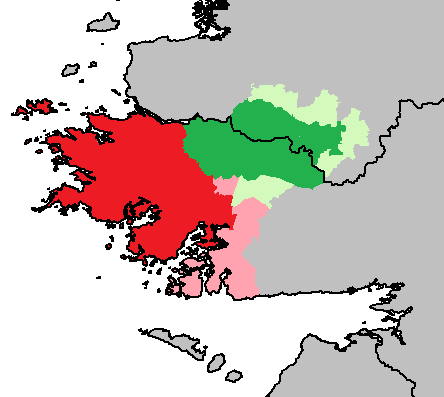
Le Connemara est indiqué en rouge, la partie rose indiquant son extension la plus grande. La partie verte correspond au Joyce Country.

Le Connemara se situe sur la côte ouest de l'île d'Irlande, ce qui en fait une extrémité de l'Europe. Cette région s'étend du Killary Harbour, au nord, à la baie de Kilkieran (en) au sud, dans l'ouest du comté de Galway, lui-même situé au sud-ouest de la province du Connacht.
Par extension, le Connemara désigne communément :[réf. nécessaire]
- tout ce qui se trouve à l’ouest du lac Lough Corrib ;[réf. nécessaire]
- les zones de l'Ouest du Comté de Galway où la langue irlandaise, le gaélique, est encore parlée.[réf. nécessaire]

Le Connemara se compose des paroisses de Carna, Clifden, Ballynakill, Roundstone et Inishbofin.[réf. nécessaire] Clifden, ville de 3 000 habitants, est la « capitale » du Connemara.

### Topographie et hydrographie

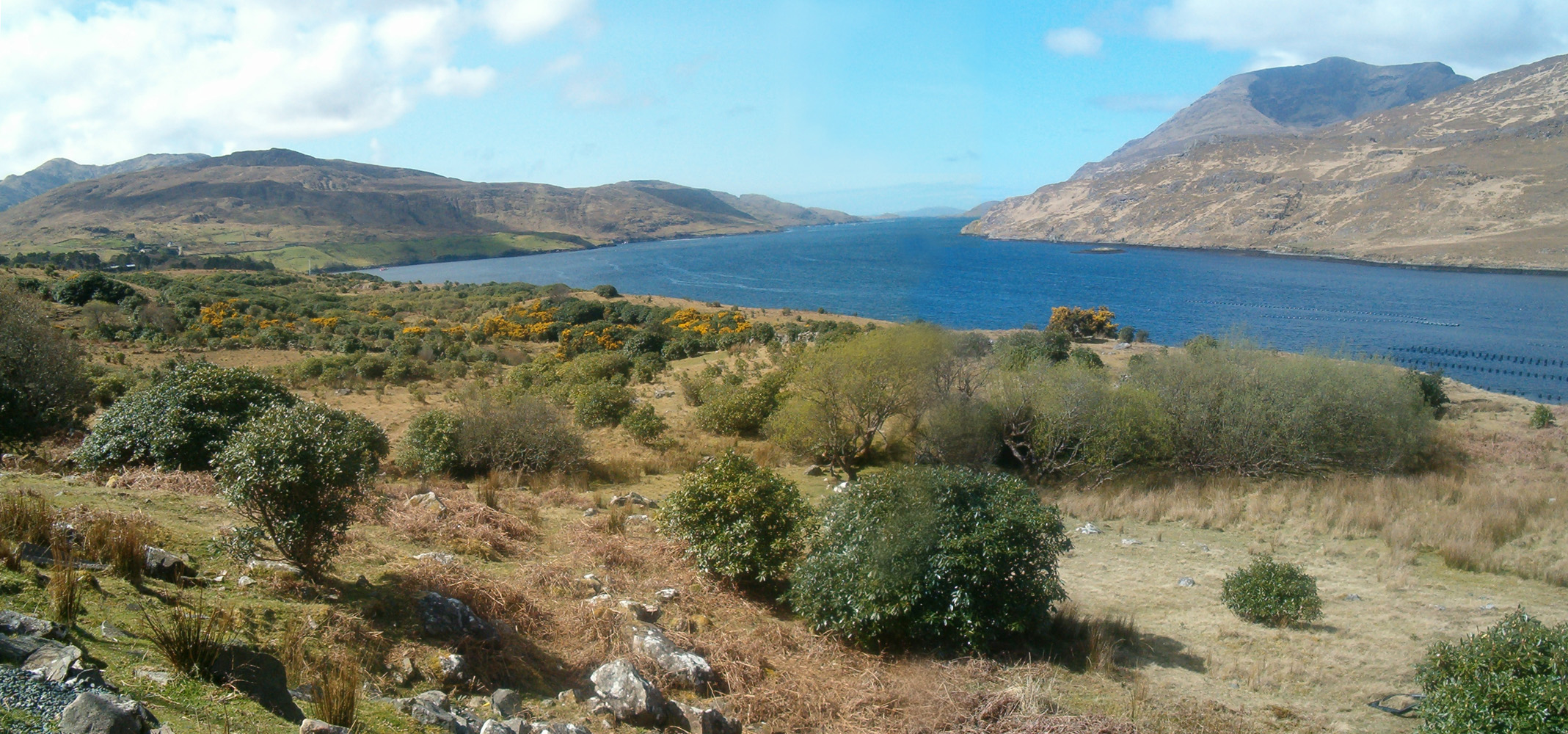
Killary Harbour.

La côte du Connemara est un ensemble de plusieurs péninsules. La péninsule de Iorras Ainbhtheach dans le sud-est la plus importante. On y trouve les villages de Carna et Kilkieran. La péninsule d’Errismore se trouve à l’ouest du village de Ballyconeely. Les péninsules d’Aughris, Cleggan et Renvyle se trouvent dans le nord-ouest du Connemara.
Un très grand nombre d’îles se trouve au large du Connemara (Omey, Inishark, High Island, Friars Island, Feenish et Mweenish Island). La plus importante est celle d’Inishbofin.

### Climat
Le Connemara jouit d'un climat tempéré.

### Faune et flore

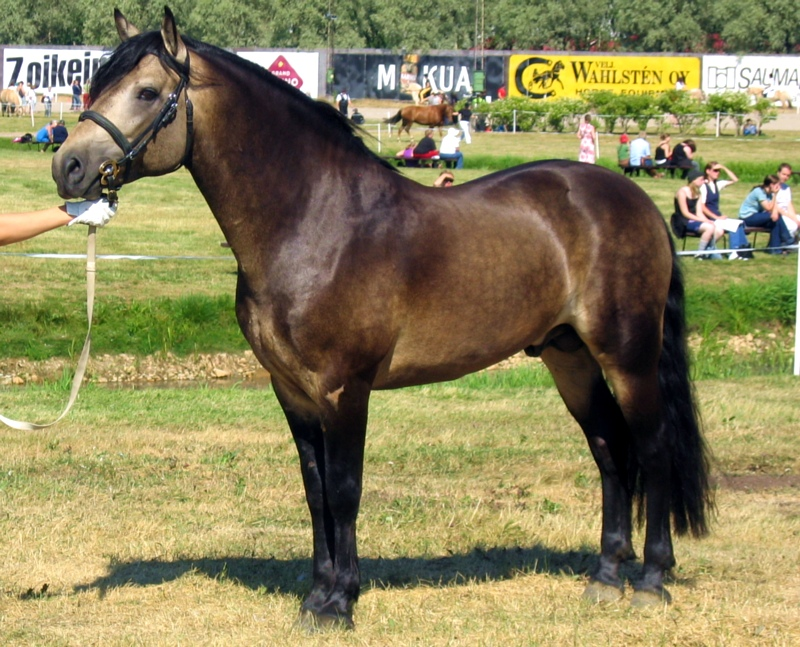
Le poney Connemara, originaire de cette région d'Irlande.

On trouve dans le Connemara une race de poneys indigène, le poney connemara, que l'on peut apercevoir en liberté dans le parc national du Connemara, entre autres. Cet animal est le résultat d'un croisement involontaire entre le poney sauvage local et le cheval arabe, accidentellement importé, capturé et remis en liberté par les Irlandais, après la défaite infligée à l'Invincible Armada de Philippe II d'Espagne par la marine anglaise, au XVIe siècle. Une partie de la flotte hispanique s'était, à l'époque, échouée dans la tempête, sur la côte nord-ouest de l'Irlande, alors qu'elle essayait de rejoindre l'Espagne, poursuivie par la flotte anglaise. Des chevaux avaient, lors de ces événements de 1588, quitté le bord ou été simplement remis en liberté.

## Économie

### Tourisme
Le Connemara est une destination très touristique. Ses principales attractions sont le parc national du Connemara, l'abbaye de Kylemore, Killary Harbour, Clifden, la route panoramique Sky Road, Roundstone bog et l'Errisbeg[réf. nécessaire].

## Population
Le Connemara compte 32 000 habitants, pour la plupart irlandais.

## Culture

### Personnalités liées à la région
- Richard Martin, fondateur de la Royal Society for the Prevention of Cruelty to Animals (XIXe siècle).
- Peter O'Toole, acteur.
- Michel Sardou, chanteur français fait citoyen d'honneur du Connemara en 2011 pour sa chanson Les Lacs du Connemara[5].

## Dans la culture populaire

### Littérature
- Le Baladin du monde occidental de J. M. Synge.
- Les Poneys sauvages de Michel Déon (1970).
- L'Adieu au Connemara de Hervé Jaouen (2003).
- Gens du Connemara de Patrick Pearse
- Connemara de Nicolas Mathieu

### Cinéma
- 1952 : L'Homme tranquille, de John Ford avec John Wayne.
- 1990 : Connemara, de Louis Grospierre
- 2007 : Deux jours à tuer, de Jean Becker avec Albert Dupontel.
- 2011 : L'Irlandais, de John Michael McDonagh avec Brendan Gleeson.

### Musique
- Les Lacs du Connemara, chantée par Michel Sardou dans l'album du même nom.
- Hills of Connemara, du groupe The Popes.
- The Connemara Coast, par Chris de Burgh dans son album Power of Ten